# Lucas Victoriano
Lucas Javier Victoriano Acosta (San Miguel de Tucumán, 5 de noviembre de 1977) es un exjugador profesional y actualmente entrenador de baloncesto de nacionalidad argentina. Tiene una altura de 1,90 metros y ocupó la posición de base. En la actualidad es el entrenador principal del Instituto Atlético Central Córdoba de la Liga Nacional de Básquet. Fue la primera y única persona en ser campeón de la Liga Nacional como jugador (con Olimpia de Venado Tuerto) y como entrenador (con Instituto).
Ha sido internacional con Argentina en todas las categorías desde la cadete. Con la absoluta fue uno de los integrantes que logró la medalla de oro en el Campeonato FIBA Américas de 2001 y la de plata en el Campeonato del Mundo de la FIBA 2002. Fue parte de la camada de jugadores argentinos pertenecientes a la que se denominó La Generación Dorada.

## Trayectoria deportiva

### Como jugador
- 1989-1995 Alberdi de Tucumán  Argentina
- 1995-97 Olimpia Venado Tuerto  Argentina
- 1997-98 Real Madrid (categorías inferiores)  España
- 1998-99 Real Madrid  España
- 1999-00 Caprabo Lleida  España
- 2000-01 Belgrano Tucumán  Argentina
- 2000-01 Bingo Snai Montecatini  Italia
- 2000-01 Real Madrid  España
- 2001-02 Caprabo Lleida  España
- 2002-04 Real Madrid  España
- 2004-05 Casademont Girona  España
- 2005-06 Eurorida Scafati  Italia
- 2006-09 CAI Zaragoza  España
- 2009-11 Club Atlético Lanús  Argentina
- 2011-12 Club San Martín de Corrientes  Argentina
- 2013 Club Atlético Independiente de Tucumán  Argentina

### Como entrenador
- 2015-17: CB Pozuelo. Liga Primera Autonómica de Madrid
- 2017-18: Estudiantes Concordia[3]
- 2018-19: Regatas Corrientes
- 2021-act: Instituto de Córdoba

## Palmarés

### Clubes
- 1995-96 Campeón de la Liga de Argentina con Olimpia de Venado Tuerto.
- 1995-96 Campeón de la Liga Sudamericana con Olimpia de Venado Tuerto.
- 2000-01 Subcampeón de la Liga ACB con el Real Madrid.
- 2003-04 Subcampeón de la ULEB Cup con el Real Madrid.
- 2005-06. Campeón de la LEGA 2 con el Euro Radi Scalati.
- 2008-09. Subcampeón de la Supercopa de España con el CAI Zaragoza.

### Selección de Argentina
- 1993 Medalla de oro en el Campeonato Sudamericano Cadete de Itanhaem
- 1994 Medalla de oro en el Campeonato Sudamericano Juvenil de Oruro.
- 1999 Medalla de plata en el Campeonato Sudamericano de Bahía Blanca.
- 1999 Medalla de bronce en el Torneo de las Américas de San Juan de Puerto Rico
- 2001 Medalla de oro en el Torneo de las Américas de Neuquén
- 2002 Medalla de plata en Campeonato del Mundo de Indianápolis.

### Entrenador
- 2021-22 Campeón de la Liga Nacional de Básquet con Instituto.